# Мулвейн (Канзас)
Мулвейн (англ. Mulvane) — місто (англ. city) в США, в округах Седжвік і Самнер штату Канзас. Населення — 6286 осіб (2020).

## Географія
Мулвейн розташований за координатами 37°28′35″ пн. ш. 97°14′7″ зх. д. / 37.47639° пн. ш. 97.23528° зх. д. (37.476450, -97.235365).  За даними Бюро перепису населення США в 2010 році місто мало площу 11,71 км², з яких 11,66 км² — суходіл та 0,05 км² — водойми.

## Демографія
Згідно з переписом 2010 року, у місті мешкало 6111 особа в 2244 домогосподарствах у складі 1661 родини. Густота населення становила 522 особи/км².  Було 2357 помешкань (201/км²).
Расовий склад населення:
| - 94,4 % — білих - 1,1 % — корінних американців - 0,8 % — азіатів - 0,6 % — чорних або афроамериканців - 0,1 % — вихідців з тихоокеанських островів |

До двох чи більше рас належало 2,4 %. Частка іспаномовних становила 3,5 % від усіх жителів.
За віковим діапазоном населення розподілялося таким чином: 30,4 % — особи молодші 18 років, 56,5 % — особи у віці 18—64 років, 13,1 % — особи у віці 65 років та старші. Медіана віку мешканця становила 35,1 року. На 100 осіб жіночої статі у місті припадало 92,2 чоловіків;  на 100 жінок у віці від 18 років та старших — 88,8 чоловіків також старших 18 років.
Середній дохід на одне домашнє господарство  становив 71 180 доларів США (медіана — 67 367), а середній дохід на одну сім'ю — 83 384 долари (медіана — 78 315). Медіана доходів становила 50 313 долари для чоловіків та 42 895 доларів для жінок. За межею бідності перебувало 4,0 % осіб, у тому числі 2,7 % дітей у віці до 18 років та 3,2 % осіб у віці 65 років та старших.
Цивільне працевлаштоване населення становило 2851 осіб. Основні галузі зайнятості: освіта, охорона здоров'я та соціальна допомога — 30,7 %, виробництво — 26,7 %, роздрібна торгівля — 10,3 %, транспорт — 5,8 %.